# 声優マンガバラエティわちゃわちゃんねる
『声優マンガバラエティわちゃわちゃんねる』（せいゆうまんがばらえてぃわちゃわちゃんねる　英題：WACHA WACHANNEL）は、2020年11月1日からYouTubeにて配信されているコミックシーモア主催によるトークバラエティ番組。通称：「わちゃわちゃ」。2024年4月より、「シーモアちゃんねる」に改名している。

## 概要
声優陣によるトークと電子コミックの楽しさ、面白さを深掘りするコミックシーモアのYouTube番組。
毎週土曜日18時に配信され、1時間弱の番組を30分に濃縮した番組もある。
番組の最新情報は、公式Xで確認することができる。

## 出演者・番組スタッフ
メインMCはコミックシーモアを利用している声優4人。基本的に男女2人組で構成され、ペアは男子回、女子回など回によって替わることもある。100回記念と101回には、4人全員で出演を果たした。
時にはメインMCに所縁のあるゲスト声優を招くこともある。

### レギュラー出演
詳細は出演キャストコメントより。
メインMC
福山潤×たかはし智秋
同期コンビ。飛び道具を繰り出す激しいマシンガントークが特徴。
豊永利行×井上麻里奈
同い年コンビ。アットホームな雰囲気で和気藹々としたトークが特徴。

### スタッフ
NTTソルマーレ
ソルマーレ編集部
コミックシーモア作家陣

## 100回記念
第100回を記念して、メインMC4名が初の全員出演を果たした。また、コミックシーモア作家陣からお祝いイラストとコメントが投稿された。

## 番組コーナー
視聴者からのお便りも募集しており、番組内で紹介されることもある。
フリートーク
メインMC同士の近況やテーマを元にフリートークをする。
ゲスト声優紹介
ゲスト声優出演回は初めに紹介し、メインMCとの関係性などを話す。
電子コミック紹介
電子コミックを毎回1冊ずつ紹介する。作品の簡単なあらすじを説明し、面白さを深堀りする。メディアミックス化する作品から大賞を受賞した作品まで取り扱っている。
コミック朗読
紹介した電子コミックの一部分をメインMCがキャラの声を当てて朗読。ゲスト声優出演回は、ゲストも交えて行う。
企画コーナー
紹介した電子コミックにちなんだ企画やゲスト声優をテーマにしたゲームを行う。

## 配信記録
※2024年6月30日時点。
| 配信回   | 配信日         | ゲスト                             | MC                                            | 内容                                                  |
| -------- | -------------- | ---------------------------------- | --------------------------------------------- | ----------------------------------------------------- |
| 1        | 2020年 11月1日 |                                    | 福山潤、 たかはし智秋                         |                                                       |
| 2        | 11月8日        |                                    | 福山潤、 たかはし智秋                         |                                                       |
| 3        | 11月15日       |                                    | 豊永利行、 井上麻里奈                         |                                                       |
| 4        | 11月22日       |                                    | 福山潤、 たかはし智秋                         | 生配信                                                |
| 5        | 11月29日       |                                    | 豊永利行、 井上麻里奈                         |                                                       |
| 6        | 12月6日        |                                    | 福山潤、 たかはし智秋                         |                                                       |
| 7        | 12月13日       |                                    | 福山潤、 たかはし智秋                         |                                                       |
| 8        | 12月20日       |                                    | 豊永利行、 井上麻里奈                         |                                                       |
| 9        | 12月27日       |                                    | 豊永利行、 井上麻里奈                         |                                                       |
| 10       | 2021年 1月10日 |                                    | 福山潤、 たかはし智秋                         |                                                       |
| 11       | 1月17日        |                                    | 福山潤、 たかはし智秋                         | 生配信                                                |
| 12       | 1月24日        |                                    | 豊永利行、 井上麻里奈                         |                                                       |
| 13       | 1月31日        |                                    | 豊永利行、 井上麻里奈                         |                                                       |
| 14       | 2月7日         |                                    | 福山潤、 たかはし智秋                         |                                                       |
| 15       | 2月14日        |                                    | 豊永利行、 井上麻里奈                         |                                                       |
| 16       | 2月21日        |                                    | 豊永利行、 井上麻里奈                         |                                                       |
| 17       | 2月28日        | 立花慎之介                         | 福山潤、 たかはし智秋                         |                                                       |
| 18       | 3月7日         | 立花慎之介                         | 福山潤、 たかはし智秋                         |                                                       |
| 19       | 3月14日        |                                    | 豊永利行、 井上麻里奈                         |                                                       |
| 20       | 3月21日        |                                    | 豊永利行、 井上麻里奈                         |                                                       |
| 21       | 3月28日        |                                    | 福山潤、 たかはし智秋                         |                                                       |
| 22       | 4月4日         |                                    | 福山潤、 たかはし智秋                         |                                                       |
| 23       | 4月11日        | 石川由依                           | 豊永利行、 井上麻里奈                         |                                                       |
| 24       | 4月18日        | 石川由依                           | 豊永利行、 井上麻里奈                         |                                                       |
| 25       | 4月25日        |                                    | 福山潤、 たかはし智秋                         |                                                       |
| 26       | 5月2日         |                                    | 福山潤、 たかはし智秋                         |                                                       |
| 27       | 5月9日         |                                    | 豊永利行、 井上麻里奈                         |                                                       |
| 28       | 5月16日        |                                    | 豊永利行、 井上麻里奈                         |                                                       |
| 29       | 5月23日        |                                    | 福山潤、 たかはし智秋                         |                                                       |
| 30       | 5月30日        |                                    | 福山潤、 たかはし智秋                         |                                                       |
| 31       | 6月6日         |                                    | たかはし智秋、 井上麻里奈                     | 女子回                                                |
| 32       | 6月13日        |                                    | たかはし智秋、 井上麻里奈                     | 女子回                                                |
| 33       | 6月20日        |                                    | 福山潤、 たかはし智秋                         |                                                       |
| 34       | 6月27日        | 立花慎之介                         | 豊永利行、 井上麻里奈                         |                                                       |
| 35       | 7月4日         | 立花慎之介                         | 豊永利行、 井上麻里奈                         |                                                       |
| 36       | 7月11日        |                                    | 福山潤、 たかはし智秋                         |                                                       |
| 37       | 7月18日        |                                    | 豊永利行、 井上麻里奈                         |                                                       |
| 38       | 7月25日        |                                    | 豊永利行、 井上麻里奈                         |                                                       |
| 39       | 8月1日         |                                    | 福山潤、 たかはし智秋                         |                                                       |
| 40       | 8月8日         |                                    | 福山潤、 たかはし智秋                         |                                                       |
| 41       | 8月15日        | 黒田崇矢                           | 豊永利行、 井上麻里奈                         |                                                       |
| 42       | 8月22日        | 黒田崇矢                           | 豊永利行、 井上麻里奈                         |                                                       |
| 43       | 8月29日        | 金田朋子                           | 福山潤、 たかはし智秋                         |                                                       |
| 44       | 9月5日         | 金田朋子                           | 福山潤、 たかはし智秋                         |                                                       |
| 45       | 9月12日        |                                    | 豊永利行、 井上麻里奈                         |                                                       |
| トーク回 | 9月15日        |                                    | 豊永利行、 井上麻里奈                         |                                                       |
| 46       | 9月19日        |                                    | 豊永利行、 井上麻里奈                         |                                                       |
| トーク回 | 9月22日        |                                    | 豊永利行、 井上麻里奈                         |                                                       |
| 47       | 9月26日        |                                    | 福山潤、 豊永利行                             | 男子回                                                |
| トーク回 | 9月29日        |                                    | 福山潤、 豊永利行                             | 男子回                                                |
| 48       | 10月3日        |                                    | 福山潤、 豊永利行                             | 男子回                                                |
| トーク回 | 10月6日        |                                    | 福山潤、 豊永利行                             | 男子回                                                |
| 49       | 10月10日       | 細谷佳正                           | 福山潤、 たかはし智秋                         |                                                       |
| トーク回 | 10月13日       | 細谷佳正                           | たかはし智秋                                  |                                                       |
| 50       | 10月17日       | 細谷佳正                           | たかはし智秋                                  |                                                       |
| トーク回 | 10月20日       | 細谷佳正                           | たかはし智秋                                  |                                                       |
| 51       | 10月24日       | 富田美憂                           | 豊永利行、 井上麻里奈                         | 電子コミック大賞2022                                  |
| トーク回 | 10月27日       | 富田美憂                           | 豊永利行、 井上麻里奈                         |                                                       |
| 52       | 10月31日       | 富田美憂                           | 豊永利行、 井上麻里奈                         | 電子コミック大賞2022                                  |
| トーク回 | 11月3日        | 富田美憂                           | 豊永利行、 井上麻里奈                         |                                                       |
| 53       | 11月7日        |                                    | 福山潤、 たかはし智秋                         |                                                       |
| トーク回 | 11月10日       |                                    | 福山潤、 たかはし智秋                         |                                                       |
| 54       | 11月14日       |                                    | 福山潤、 たかはし智秋                         |                                                       |
| トーク回 | 11月17日       |                                    | 福山潤、 たかはし智秋                         |                                                       |
| 55       | 11月21日       |                                    | 豊永利行、 井上麻里奈                         |                                                       |
| トーク回 | 11月24日       |                                    | 豊永利行、 井上麻里奈                         |                                                       |
| 56       | 11月28日       |                                    | 豊永利行、 井上麻里奈                         |                                                       |
| トーク回 | 12月1日        |                                    | 豊永利行、 井上麻里奈                         |                                                       |
| 57       | 12月5日        |                                    | 福山潤、 たかはし智秋                         |                                                       |
| トーク回 | 12月8日        |                                    | 福山潤、 たかはし智秋                         |                                                       |
| 58       | 12月12日       |                                    | 福山潤、 たかはし智秋                         |                                                       |
| トーク回 | 12月15日       |                                    | 福山潤、 たかはし智秋                         | クリスマス回                                          |
| 59       | 12月19日       | 二ノ宮ゆい                         | たかはし智秋、 井上麻里奈                     | 女子回                                                |
| トーク回 | 12月22日       | 二ノ宮ゆい                         | たかはし智秋、 井上麻里奈                     | 女子回                                                |
| 60       | 12月26日       | 二ノ宮ゆい                         | たかはし智秋、 井上麻里奈                     | 女子回                                                |
| トーク回 | 12月29日       | 二ノ宮ゆい                         | たかはし智秋、 井上麻里奈                     | 女子回                                                |
| 61       | 2022年 1月9日  | 岸尾だいすけ                       | 福山潤、 豊永利行                             | 男子回                                                |
| トーク回 | 1月12日        | 岸尾だいすけ                       | 福山潤、 豊永利行                             | 男子回                                                |
| 62       | 1月16日        | 岸尾だいすけ                       | 福山潤、 豊永利行                             | 男子回                                                |
| トーク回 | 1月19日        | 岸尾だいすけ                       | 福山潤、 豊永利行                             | 男子回                                                |
| 63       | 1月23日        | 小林裕介                           | 豊永利行、 井上麻里奈                         |                                                       |
| トーク回 | 1月26日        | 小林裕介                           | 豊永利行、 井上麻里奈                         |                                                       |
| 64       | 1月30日        | 小林裕介                           | 豊永利行、 井上麻里奈                         |                                                       |
| トーク回 | 2月2日         | 小林裕介                           | 豊永利行、 井上麻里奈                         |                                                       |
| 65       | 2月6日         | 榊原優希                           | 福山潤、 たかはし智秋                         |                                                       |
| トーク回 | 2月9日         | 榊原優希                           | 福山潤、 たかはし智秋                         |                                                       |
| 66       | 2月13日        | 榊原優希                           | 福山潤、 たかはし智秋                         |                                                       |
| トーク回 | 2月16日        | 榊原優希                           | 福山潤、 たかはし智秋                         |                                                       |
| 67       | 2月20日        |                                    | 豊永利行、 井上麻里奈                         |                                                       |
| トーク回 | 2月23日        |                                    | 豊永利行、 井上麻里奈                         |                                                       |
| 68       | 2月27日        |                                    | 豊永利行、 井上麻里奈                         |                                                       |
| トーク回 | 3月2日         |                                    | 豊永利行、 井上麻里奈                         |                                                       |
| 69       | 3月6日         |                                    | 福山潤、 たかはし智秋                         |                                                       |
| トーク回 | 3月9日         |                                    | 福山潤                                        | 福山潤のお悩み相談                                    |
| 70       | 3月13日        |                                    | 福山潤、 たかはし智秋                         |                                                       |
| トーク回 | 3月16日        |                                    | たかはし智秋                                  | たかはし智秋の保健室♡                                 |
| 71       | 3月20日        | 林勇                               | 豊永利行、 井上麻里奈                         |                                                       |
| トーク回 | 3月23日        | 林勇                               | 豊永利行、 井上麻里奈                         |                                                       |
| 72       | 3月27日        | 林勇                               | 豊永利行、 井上麻里奈                         |                                                       |
| トーク回 | 3月30日        | 林勇                               | 豊永利行、 井上麻里奈                         |                                                       |
| 73       | 4月3日         |                                    | 福山潤、 たかはし智秋                         |                                                       |
| トーク回 | 4月6日         |                                    | 福山潤、 たかはし智秋                         | 声優のバッグの中身回                                  |
| 74       | 4月10日        |                                    | 福山潤、 たかはし智秋                         |                                                       |
| 75       | 4月17日        | 佐倉綾音                           | 豊永利行、 井上麻里奈                         |                                                       |
| トーク回 | 4月20日        | 佐倉綾音                           | 豊永利行、 井上麻里奈                         |                                                       |
| 76       | 4月24日        | 佐倉綾音                           | 豊永利行、 井上麻里奈                         |                                                       |
| トーク回 | 4月27日        | 佐倉綾音                           | 豊永利行、 井上麻里奈                         |                                                       |
| 77       | 5月1日         | 神尾晋一郎                         | 福山潤、 たかはし智秋                         |                                                       |
|          | 5月4日         | 神尾晋一郎                         | 福山潤、 たかはし智秋                         |                                                       |
| 78       | 5月8日         | 神尾晋一郎                         | 福山潤、 たかはし智秋                         |                                                       |
| トーク回 | 5月11日        | 神尾晋一郎                         | 福山潤、 たかはし智秋                         |                                                       |
| 79       | 5月15日        | 梶原岳人                           | 福山潤                                        |                                                       |
| トーク回 | 5月18日        | 梶原岳人                           | 福山潤                                        |                                                       |
| 80       | 5月22日        | 梶原岳人                           | 福山潤                                        |                                                       |
| トーク回 | 5月25日        | 梶原岳人                           | 福山潤                                        |                                                       |
| 81       | 5月29日        | 羽多野渉                           | 豊永利行、 井上麻里奈                         |                                                       |
| トーク回 | 6月1日         | 羽多野渉                           | 豊永利行、 井上麻里奈                         |                                                       |
| 82       | 6月5日         | 羽多野渉                           | 豊永利行、 井上麻里奈                         |                                                       |
| トーク回 | 6月8日         | 羽多野渉                           | 豊永利行、 井上麻里奈                         |                                                       |
| 83       | 6月12日        | 小西克幸                           | たかはし智秋                                  |                                                       |
|          | 6月15日        | 小西克幸                           | たかはし智秋                                  |                                                       |
| 84       | 6月19日        | 小西克幸                           | たかはし智秋                                  |                                                       |
| トーク回 | 6月22日        | 小西克幸                           | たかはし智秋                                  |                                                       |
| 85       | 6月26日        | 置鮎龍太郎                         | 豊永利行、 井上麻里奈                         |                                                       |
| トーク回 | 6月29日        | 置鮎龍太郎                         | 豊永利行、 井上麻里奈                         |                                                       |
| 86       | 7月3日         | 置鮎龍太郎                         | 豊永利行、 井上麻里奈                         |                                                       |
| トーク回 | 7月6日         | 置鮎龍太郎                         | 豊永利行、 井上麻里奈                         |                                                       |
| 87       | 7月10日        | 田丸篤志                           | 福山潤                                        |                                                       |
| トーク回 | 7月13日        | 田丸篤志                           | 福山潤                                        |                                                       |
| 88       | 7月17日        | 田丸篤志                           | 福山潤                                        |                                                       |
| トーク回 | 7月20日        | 田丸篤志                           | 福山潤                                        |                                                       |
| トーク回 | 7月30日        |                                    | 福山潤、 井上麻里奈                           | MCシャッフル回                                        |
| 89       | 8月6日         |                                    | 福山潤、 井上麻里奈                           | MCシャッフル回                                        |
| 90       | 8月13日        | 高橋広樹                           | たかはし智秋、 豊永利行                       | MCシャッフル回                                        |
| トーク回 | 8月20日        | 高橋広樹                           | たかはし智秋、 豊永利行                       | MCシャッフル回                                        |
| 91       | 8月27日        | 野島裕史、 野島健児                | 福山潤                                        | 野島兄弟回、 声優兄弟列伝                             |
| トーク回 | 9月3日         | 野島裕史、 野島健児                | 福山潤                                        | 野島兄弟回                                            |
| 92       | 9月10日        |                                    | 福山潤、 井上麻里奈                           | MCシャッフル回                                        |
| トーク回 | 9月17日        |                                    | 福山潤、 井上麻里奈                           | MCシャッフル回                                        |
| 93       | 9月24日        |                                    | たかはし智秋、 豊永利行                       | MCシャッフル回                                        |
| 94       | 10月8日        | 野島裕史、 野島健児                | 福山潤                                        | 野島兄弟回、 声優界イケメン四天王                     |
| トーク回 | 10月15日       | 野島裕史、 野島健児                | 福山潤                                        | 野島兄弟回                                            |
| 95       | 10月22日       | 伊藤かな恵                         | たかはし智秋、 井上麻里奈                     | 女子回                                                |
| トーク回 | 10月29日       | 伊藤かな恵                         | たかはし智秋、 井上麻里奈                     | 女子回                                                |
| 96       | 10月29日       | 速水奨、 関俊彦                    | たかはし智秋                                  | ハロウィン生配信                                      |
| トーク回 | 11月1日        | 速水奨、 関俊彦                    | たかはし智秋                                  | アフタートーク回                                      |
| 96       | 11月5日        | 平川大輔                           | 豊永利行、 井上麻里奈                         |                                                       |
| 特別回   | 11月12日       | 平川大輔                           | 豊永利行、 井上麻里奈                         | 電子コミック大賞2023                                  |
| 97       | 11月19日       | 土岐隼一                           | 豊永利行、 井上麻里奈                         |                                                       |
| トーク回 | 11月26日       | 土岐隼一                           | 豊永利行、 井上麻里奈                         | デブラブグッズをつくろう！ ままかり先生登場！         |
| 98       | 12月3日        | 吉野裕行                           | 福山潤、 たかはし智秋                         |                                                       |
| トーク回 | 12月10日       | 吉野裕行                           | 福山潤、 たかはし智秋                         |                                                       |
| 99       | 12月17日       | 伊藤かな恵                         | たかはし智秋、 井上麻里奈                     | 女子回                                                |
| トーク回 | 12月24日       | 伊藤かな恵                         | たかはし智秋、 井上麻里奈                     | 女子回                                                |
| 100      | 12月31日       |                                    | 福山潤、 たかはし智秋、 豊永利行、 井上麻里奈 | 年末特別回                                            |
| 101      | 2023年 1月7日  |                                    | 福山潤、 たかはし智秋、 豊永利行、 井上麻里奈 | 年始特別回                                            |
| トーク回 | 1月14日        |                                    | 福山潤、 たかはし智秋                         |                                                       |
| トーク回 | 1月14日        |                                    | 豊永利行、 井上麻里奈                         |                                                       |
| 102      | 1月21日        | 平川大輔                           | 豊永利行、 井上麻里奈                         |                                                       |
| トーク回 | 1月21日        | 平川大輔                           | 豊永利行、 井上麻里奈                         |                                                       |
| 103      | 1月28日        | 土岐隼一                           | 豊永利行、 井上麻里奈                         |                                                       |
| トーク回 | 1月31日        | 土岐隼一                           | 豊永利行、 井上麻里奈                         |                                                       |
| 104      | 2月4日         | 山本和臣、 土田玲央                | 福山潤                                        |                                                       |
| トーク回 | 2月7日         | 山本和臣、 土田玲央                | 福山潤                                        |                                                       |
| 105      | 2月11日        | 吉野裕行                           | 福山潤、 たかはし智秋                         |                                                       |
| トーク回 | 2月14日        | 吉野裕行                           | 福山潤、 たかはし智秋                         |                                                       |
| 特別回   | 2月18日        | 阿部敦                             | 豊永利行、 井上麻里奈                         |                                                       |
| 106      | 2月18日        | 大河元気、 鈴木裕斗                | 豊永利行                                      |                                                       |
| トーク回 | 2月21日        | 大河元気、 鈴木裕斗                | 豊永利行                                      |                                                       |
| 107      | 2月25日        | 山本和臣、 土田玲央                | 福山潤                                        |                                                       |
| トーク回 | 3月7日         | 山本和臣、 土田玲央                | 福山潤                                        |                                                       |
| 108      | 3月4日         | 鳥海浩輔、 中澤まさとも            | 福山潤                                        |                                                       |
| 109      | 3月11日        | 阿部敦                             | 豊永利行、 井上麻里奈                         |                                                       |
| 110      | 3月18日        | 大河元気、 鈴木裕斗                | 豊永利行                                      |                                                       |
| トーク回 | 3月21日        | 大河元気、 鈴木裕斗                | 豊永利行                                      |                                                       |
| 111      | 3月25日        | KENN                               | たかはし智秋                                  |                                                       |
| トーク回 | 4月1日         | 鳥海大輔、 中澤まさとも            | 福山潤                                        | エイプリルフール回                                    |
| 112      | 4月8日         | 檜山修之                           | 福山潤、 井上麻里奈                           | MCシャッフル回                                        |
| 113      | 4月15日        | 阿部敦                             | 豊永利行、 井上麻里奈                         |                                                       |
| 114      | 4月22日        | KENN                               | たかはし智秋                                  |                                                       |
| 115      | 4月29日        | 鳥海大輔、 中澤まさとも            | 福山潤                                        |                                                       |
| 116      | 5月1日         | 若本規夫、 田村ゆかり、 小松未可子 | たかはし智秋                                  | GWスペシャル回                                        |
| トーク回 | 5月2日         | 若本規夫、 田村ゆかり、 小松未可子 | たかはし智秋                                  | GWスペシャル回                                        |
| 117      | 5月6日         | 檜山修之                           | 福山潤、 井上麻里奈                           | MCシャッフル回                                        |
| 118      | 5月13日        | 福島潤、 小岩井ことり              | 福山潤                                        |                                                       |
| トーク回 | 5月20日        | KENN                               | たかはし智秋                                  |                                                       |
| 119      | 5月27日        | 山口勝平                           | たかはし智秋、 井上麻里奈                     | MCシャッフル回                                        |
| トーク回 | 6月3日         | 檜山修之                           | 福山潤、 井上麻里奈                           | MCシャッフル回                                        |
| 120      | 6月10日        | 福島潤、 小岩井ことり              | 福山潤                                        |                                                       |
| 121      | 6月17日        | 山下誠一郎、 小林千晃              | 豊永利行、 井上麻里奈                         |                                                       |
| トーク回 | 6月24日        | 福島潤、 小岩井ことり              | 福山潤                                        |                                                       |
| 122      | 7月1日         | 細谷佳正、 松本沙羅                | 福山潤                                        |                                                       |
| 123      | 7月8日         | 山口勝平                           | たかはし智秋、 井上麻里奈                     | MCシャッフル回                                        |
| 124      | 7月15日        | 山下誠一郎、 小林千晃              | 豊永利行、 井上麻里奈                         |                                                       |
| トーク回 | 7月22日        | 山口勝平                           | たかはし智秋、 井上麻里奈                     | MCシャッフル回                                        |
| 125      | 8月5日         | 狩野翔                             | 福山潤、 たかはし智秋                         |                                                       |
| トーク回 | 8月6日         | 狩野翔                             | 福山潤、 たかはし智秋                         |                                                       |
| トーク回 | 8月12日        | 山下誠一郎、 小林千晃              | 豊永利行、 井上麻里奈                         |                                                       |
| 126      | 8月16日        | 山本和臣、 渕上舞                  | 福山潤、 たかはし智秋                         |                                                       |
| 127      | 8月19日        | 細谷佳正、 松本沙羅                | 福山潤                                        |                                                       |
| 128      | 8月26日        | 狩野翔                             | 福山潤、 たかはし智秋                         |                                                       |
| 129      | 9月2日         | 岡本信彦、 鈴木みのり              | たかはし智秋                                  |                                                       |
| 130      | 9月9日         | 山本和臣、 渕上舞                  | 福山潤                                        |                                                       |
| トーク回 | 9月16日        | 山本和臣、 渕上舞                  | 福山潤、 たかはし智秋                         | 福山潤さんの地元！高槻ロケ編                          |
| 131      | 9月23日        | 田所あずさ、 市川蒼                | 福山潤                                        |                                                       |
| 132      | 9月30日        | 檜山修之                           | 福山潤、 井上麻里奈                           | MCシャッフル回                                        |
| 133      | 10月7日        | 田所あずさ、 市川蒼                | 福山潤                                        | ホストクラブ回                                        |
| トーク回 | 10月14日       | 岡本信彦、 鈴木みのり              | たかはし智秋                                  | 岡本さん鈴木さんお誕生日回                            |
| 134      | 10月21日       | 石川界人                           | 福山潤、 豊永利行                             | 男子回                                                |
| トーク回 | 10月28日       | 田所あずさ、 市川蒼                | 福山潤                                        |                                                       |
| 135      | 11月4日        | 河西健吾、 寺島惇太                | たかはし智秋、 井上麻里奈                     | 電子コミック大賞2024 推しキャラ熱演（MCシャッフル回） |
| 136      | 11月11日       | 石川界人                           | 福山潤、 豊永利行                             | 3周年記念 筋トレ男子回                                |
| 137      | 11月18日       | 河西健吾、 寺島惇太                | たかはし智秋、 井上麻里奈                     | MCシャッフル回                                        |
| 138      | 11月25日       | 石川界人                           | 福山潤、 豊永利行                             | 男子回                                                |
| 139      | 12月1日        | 木島隆一                           | たかはし智秋、 豊永利行                       | 平成を振り返る？！ MCシャッフル回                     |
| 140      | 12月9日        | 河西健吾、 寺島惇太                | たかはし智秋、 井上麻里奈                     | 声優による恋愛指南？！ MCシャッフル回                 |
| 141      | 12月16日       | 野島裕史、 野島健児                | 福山潤、 井上麻里奈                           | 野島兄弟再び！ MCシャッフル回                         |
| 142      | 12月23日       | 木島隆一                           | たかはし智秋、 豊永利行                       | MCシャッフル回                                        |
| 143      | 12月30日       | 立花慎之介                         | 福山潤、 たかはし智秋                         | 年末回 帯当てクイズ回                                 |
| 144      | 2024年 1月6日  | 立花慎之介                         | 福山潤、 たかはし智秋                         | 細木かおり先生登場！声優占いで始まる年始回            |
| 145      | 1月13日        | 木島隆一                           | たかはし智秋、 豊永利行                       | MCシャッフル回                                        |
| 146      | 1月20日        | 立花慎之介                         | 福山潤、 たかはし智秋                         |                                                       |
| 147      | 1月27日        | 野島裕史、 野島健児                | 福山潤、 井上麻里奈                           | MCシャッフル回 野島兄弟再び！                         |
| 148      | 2月3日         | 白井悠介、 井澤詩織                | たかはし智秋                                  | 漫画のアイテムを形態模写！                            |
| 149      | 2月10日        | 野島裕史、 野島健児                | 福山潤、 井上麻里奈                           | MCシャッフル回 野島兄弟甘い告白対決！                 |
| 150      | 2月17日        | 白井悠介、 井澤詩織                | たかはし智秋                                  |                                                       |
| 151      | 2月24日        | 野津山幸宏、 石谷春貴              | 福山潤、 たかはし智秋                         | 電子コミック大賞2024結果発表回                        |
| 152      | 3月2日         | 井澤詩織                           | たかはし智秋                                  | 恋と心の診察室 女子回                                 |
| 153      | 3月9日         | 野津山幸宏、 石谷春貴              | たかはし智秋                                  |                                                       |
| 154      | 3月16日        | 野津山幸宏、 石谷春貴              | たかはし智秋                                  |                                                       |
| 155      | 3月23日        | 三森すずこ                         | 豊永利行、 井上麻里奈                         | 三森すずこさんを深堀り！                              |
| 156      | 3月30日        | 鈴木達央                           | たかはし智秋                                  |                                                       |
| 157      | 4月6日         | 金田朋子                           | 福山潤、 たかはし智秋                         | ヤバ夫特集、金田朋子さん再び！                        |
| 158      | 4月13日        | 三森すずこ                         | 豊永利行、 井上麻里奈                         |                                                       |
| 159      | 4月20日        | 金田朋子                           | 福山潤、 たかはし智秋                         |                                                       |
| 160      | 4月27日        | 鈴木達央                           | たかはし智秋                                  | 鈴木達央さん、イラストで近況報告？！                  |
| 161      | 5月4日         | 金田朋子                           | 福山潤、 たかはし智秋                         | 令和ギャル・みりちゃむさん登場！GWスペシャル回        |
| 162      | 5月11日        | 三森すずこ                         | 豊永利行、 井上麻里奈                         |                                                       |
| 163      | 5月18日        | 鈴木達央                           | たかはし智秋                                  | キャラ豹変！復讐者のオモテウラ特集                    |
| 164      | 5月25日        | 井口裕香                           | 福山潤、 たかはし智秋                         |                                                       |
| 165      | 6月1日         | 井口裕香                           | 福山潤、 たかはし智秋                         | 声優陣の16タイプ性格診断！                            |
| 166      | 6月8日         | 黒田崇矢                           | 豊永利行、 井上麻里奈                         | 黒田崇矢さん再び！イケボ+ギャップ顔の破壊力？！       |
| 167      | 6月15日        | 黒田崇矢                           | 豊永利行、 井上麻里奈                         |                                                       |
| 168      | 6月22日        | 井口裕香                           | 福山潤、 たかはし智秋                         |                                                       |
| 169      | 6月29日        | 浪川大輔                           | 福山潤、 たかはし智秋                         | 浪川大輔さん初登場！                                  |